# 沃維尼揚卡
49°54′32″N 33°39′19″E / 49.90889°N 33.65528°E
沃維尼揚卡（烏克蘭語：Вовнянка）是位於烏克蘭中部波爾塔瓦州米爾霍羅德區的村莊，處於沃夫尼揚卡河畔，分別距離馬良西克1.5公里和什羅卡多利納2.5公里，海拔高度105米，2001年人口456。